# Cedillo de la Torre (kommunhuvudort)
Cedillo de la Torre är en kommunhuvudort i Spanien.   Den ligger i provinsen Provincia de Segovia och regionen Kastilien och Leon, i den centrala delen av landet, 110 km norr om huvudstaden Madrid. Cedillo de la Torre ligger 1 024 meter över havet och antalet invånare är 105.
Terrängen runt Cedillo de la Torre är lite kuperad. Runt Cedillo de la Torre är det mycket glesbefolkat, med 7 invånare per kvadratkilometer. Närmaste större samhälle är Riaza, 19,4 km sydost om Cedillo de la Torre. Trakten runt Cedillo de la Torre består till största delen av jordbruksmark.